# Ступин, Сергей Афанасьевич
Сергей Афанасьевич Ступин (род. 17 июня 1965, Орёл, Орловская область, СССР) — российский государственный деятель. С 31 января 2012 года (де-юре, де-факто — с 31 января 2012 года по 26 сентября 2015 года) — мэр города Орла — Председатель Орловского городского Совета народных депутатов.

## Биография
Родился 17 июня 1965 года в Орле.
В 1982 году окончил школу № 1 города Орла.
В 1988 году он окончил Рязанский медицинский институт им. Павлова. Вначале работал в больнице им. Семашко в городе Орле. Работу с гастроэнтерологическом отделении совмещал с работой в бригаде скорой помощи и преподаванием в Орловском медицинском училище.
С 1991 года С. А. Ступин начал сотрудничать с негосударственными телекомпаниями «Ва-банк» и «Накануне». Был автором и ведущим информационным программ «ПНН», «Двое в городе».
В 1995 году Сергей Ступин возглавил телекомпанию «Орелинформ».
В 1997 году он стал директором ООО "Фирма «Новое предложение». Основное направление деятельности компании — рекламный бизнес, пиар-технологии.
В марте 2011 года он был избран депутатом Орловского городского Совета народных депутатов.
31 января 2012 года С. А. Ступин был избран мэром города Орла — председателем Орловского городского Совета народных депутатов.
Женат, имеет четырех детей.